# شر هایت
شِر هایت (انگلیسی: Shere Hite؛ ‏ ‎/ʃɛər ˈhaɪt/‎ shair HYTE؛ ‏ ۲ نوامبر ۱۹۴۲ – ۹ سپتامبر ۲۰۲۰) مؤلف و متخصص مطالعات جنسیت اهل آلمان بود. او یک مربی آموزش مسائل جنسی و همچنین یک فمینیست آلمانی بود که در ایالات متحده آمریکا زاده شده بود اما تابعیت آمریکایی خود را رها کرد. کارهای سکس‌شناسی او عمدتاً بر روی تمایلات جنسی زنانه متمرکز بود. هایت بر اساس مطالعات بیولوژیکی جنسی که توسط مسترز و جانسون و آلفرد کینزی انجام شده بود، پژوهش و کارهای آنان را تکمیل کرد و مؤلف گزارش‌هایت: مطالعه‌ای ملی دربارهٔ جنسیت زنانه بود. او همچنین به آثار نظری، سیاسی و روان‌شناسی مربوط به جنبش فمینیستی دهه ۱۹۷۰، مانند مقاله افسانه ارگاسم واژنی نوشته «آن کودت» اشاره کرد. او در سال ۱۹۹۵ تابعیت ایالات متحده را رها کرده و تابعیت آلمان را پذیرفت.

## زندگی اولیه، تحصیلات و حرفه
به گفته کاترین کی. سیلی، هایت با نام شِرلی دیانا گرگوری در سنت جوزف، میزوری به دنیا آمد و والدینش، پال و شرلی هرت گرگوری نام داشتند. اندکی پس از پایان جنگ جهانی دوم والدین او از یکدیگر جدا شدند. زمانی که مادرش دوباره ازدواج کرد، نام خانوادگی خود را از همسر ناتنی‌اش، ریچاردهایت گرفت. به گفته دوستش، جوانا بریسکو، هایت هرگز پدرش را نشناخته بود و دو بار توسط مادرش رها شده بود؛ پدربزرگ و مادربزرگش او را بزرگ کردند تا زمانی که آن‌ها هم از هم جدا شدند و سپس او برای پرورش به خانهٔ یکی از عمه‌ها فرستاده شد.
هایْت از دبیرستان سی‌بریز در دیتونا بیچ، فلوریدا فارغ‌التحصیل شد. پس از دریافت مدرک کارشناسی ارشد در رشته تاریخ از دانشگاه فلوریدا در سال ۱۹۶۷، به نیویورک نقل‌مکان کرد و در دانشگاه کلمبیا ثبت‌نام کرد تا در مقطع دکترای تاریخ اجتماعی ادامه تحصیل دهد. هایت گفته بود که دلیل عدم تکمیل این دوره، محافظه‌کارانه بودن دانشگاه کلمبیا در آن زمان بود. او در حین تحصیل در دانشگاه کلمبیا برای مجله پلی‌بوی ثبت‌نام کرده و در آن عکس‌های برهنه گرفت.
در دهه ۱۹۷۰، بخشی از تحقیقات خود را هنگامی که در سازمان ملی زنان بود انجام داد. معروف‌ترین اثر او، گزارش‌هایت: مطالعه‌ای ملی دربارهٔ جنسیت زنانه در سال ۱۹۷۶ منتشر شد.
در سال ۱۹۸۸، او در نسخهٔ طولانی برنامه گفتگومحور تلویزیونی بریتانیایی «آفتر دارک» همراه با جیمز دیردن، مری وایت‌هاوس، جوآن ویندام و نعیم عطالله شرکت کرد.
در سال ۱۹۸۹، جوانا بریسکو که بعدها به یکی از دوستان نزدیک او تبدیل شد مصاحبه‌ای با او در لندن انجام داد و در غالب موارد هم در خانه او سکونت داشت. هجده ماه بعد، او به دلیل «حملات رسانه‌ای وحشیانه، تعقیب، تحقیر عمومی و تهدید به مرگ» ایالات متحده آمریکا را ترک کرد. تمام این عوامل باعث از دست دادن ناشران آمریکایی و درآمد او در آن کشور شد، علی‌رغم اینکه «گزارش‌هایت» ۵۰ میلیون نسخه فروخته بود که به‌عنوان ۳۰ امین کتاب پرفروش تاریخ تخمین زده می‌شد. به گفته بریسکو، او بین پاریس، هتل کنتینگزون و یک تشک روی زمین در یک سکونتگاه شمال لندن در حال جابه‌جایی بود و بین هزینه‌کردن و صرفه‌جویی دائم در نوسان بود. بین سال‌های ۱۹۹۱ تا ۱۹۹۷، او عمدتاً در فرانسه و آپارتمان کوچک بریسکو زندگی می‌کرد. او تمایل داشت شب‌ها بنویسد و روزها بخوابد. بریسکو گفته بود که‌هایت «تأثیر فوق‌العاده‌ای بر مردم داشت – دارای کاریزمایی عجیب و ظریف بود که آن‌ها را جذب می‌کرد.»
هایت در دانشگاه نیهون (توکیو، ژاپن)، دانشگاه چونگ کینگ در چین و دانشگاه میمونیدس در نورث میامی بیچ، فلوریدا تدریس کرده بود.

## تمرکز پژوهشی
هایت بر درک نحوه نگرش افراد به تجربه جنسی و معنایی که برای آن‌ها دارد، متمرکز بود. هایت معتقد بود که آسان بودن ارگاسم در زنان حین خودارضایی با کلیشه‌های سنتی در مورد جنسیت زنان تناقض دارد. پژوهش‌های هایت به این نتیجه رسید که ۷۰٪ از زنان از طریق آمیزش جنسی دخولی و ضربه‌ای ارگاسم تجربه نمی‌کنند، اما به راحتی قادر به رسیدن به ارگاسم از طریق خودارضایی یا تحریک مستقیم کلیتوریس هستند.
هایت و همچنین الیزابت لوید مسترز و جانسون را به دلیل وارد کردن غیرانتقادی نگرش‌های فرهنگی در مورد رفتار جنسی در تحقیقات خود مورد انتقاد قرار دادند. به عنوان مثال، این استدلال که تحریک کافی کلیتوریس برای رسیدن به ارگاسم باید با دخول متوالی در حین مقاربت انجام شود و این استنباط که عدم موفقیت در این امر نشانه‌ای از «ناکارآمدی جنسی» زنانه است. در حالی که‌هایت نقش حیاتی کینزی و مسترز و جانسون را در تحقیقات جنسی انکار نمی‌کرد، او معتقد بود که جامعه باید ساختار فرهنگی و شخصی تجربه جنسی را درک کند تا نتیجه پژوهش قابل تعمیم به رفتار جنسی خارج از محیط آزمایشگاه شود. او اظهار داشت که محدود کردن موضوعات پژوهشی به زنان «متعارف» که گزارش می‌دهند که حین آمیزش جنسی ارگاسم دارند، تحقیق را بر پایه فرضیه نادرستی بنا کرده که داشتن ارگاسم در طول آمیزش جنسی امری معمول است، چیزی که تحقیقات خودش به‌طور قوی آن را رد می‌کند.

## زندگی شخصی
در سال ۱۹۸۵، هایت با پیانیست کنسرت آلمانی فریدریش هوریکه که ۱۹ سال از او جوان‌تر بود ازدواج کرد. این زوج در سال ۱۹۹۹ از هم جدا شدند. هایت در سال ۲۰۱۲ با پال سالیوان ازدواج کرد. آن‌ها چندین بار در سراسر اروپا جابه‌جا شدند و در نهایت در شمال لندن در انگلستان ساکن شدند.
در سال ۱۹۹۵، هایت در سفارت سابق ایالات متحده در بُن تابعیت آمریکایی خود را لغو کرد. او تابعیت آلمان را پذیرفت زیرا جامعه آلمان را نسبت به تلاش‌هایش تحمل‌پذیرتر و آزاداندیش‌تر می‌دانست. به دلیل لغو تابعیت پیش از پذیرش رسمی تابعیت آلمان، هایت به‌طور موقت بدون تابعیت شد.
در سپتامبر ۲۰۲۰، هایت بر اثر دژنراسیون کورتیکوبازال در سن ۷۷ سالگی درگذشت.

## میراث
فیلم مستند زندگی‌نامه ناپدید شدن شِر هایت به کارگردانی نیکول نیونهام، در جشنواره فیلم ساندنس ۲۰۲۳ برای نخستین بار به نمایش درآمد و در نوامبر ۲۰۲۳ در ایالات متحده آمریکا منتشر شد.